# Kanton Aubervilliers
Der Kanton Aubervilliers ist seit 2015 ein französischer Wahlkreis im Arrondissement Saint-Denis, im Département Seine-Saint-Denis und in der Region Île-de-France. Sein Hauptort ist die gleichnamige Stadt Aubervilliers. 

## Gemeinde
Der Kanton Aubervilliers ist identisch mit der Gemeinde Aubervilliers.